# Nombre de Dios (Durango)
Nombre de Dios es la población sede del municipio de Nombre de Dios en Durango, México. En 2020 contaba con una población de 19060 habitantes.

## Medios de comunicación
Cuenta con la Televisión abierta de Televisa y Tv Azteca transmitida desde Cerro El Papantón ubicación en la comunidad de Villa Insurgentes.